# Aa (Möhne)
Aa là một dòng sông ở Nordrhein-Westfalen, Đức. Nó có chiều dài 7,4 kilômét (4,6 mi) và là phụ lưu của sông Möhne ở Brilon. Diện tích đường phân thuỷ của nó là 23.071 kilômét vuông (8.908 dặm vuông Anh).